# FBI: Most Wanted
FBI: Most Wanted ist eine US-amerikanische Krimiserie und der erste Ableger zu Dick Wolfs FBI-Franchise, die von René Balcer kreiert und von Wolf Entertainment produziert wurde und im Mai 2019 von CBS bestellt wurde. Die Erstausstrahlung erfolgte am 7. Januar 2020.
 Am 4. März 2025 wurde die Einstellung der Serie bekannt gegeben.

## Handlung
Im Spin-Off von „FBI: Special Crime Unit“ wird eine Spezialeinheit der US-amerikanischen Bundespolizei FBI auf ihrer Jagd nach den meistgesuchten Verbrechern der Vereinigten Staaten begleitet.

## Besetzung und Synchronisation
Die deutschsprachige Synchronisation entsteht bei der Interopa Film in Berlin nach den Dialogbüchern von Martina Marx sowie Matthias Lange und der Dialogregie von Ronald Nitschke.
| Rolle                                   | Schauspieler         | Hauptrolle (Folgen)  | Nebenrolle (Folgen)                                             | Synchronsprecher  |
| --------------------------------------- | -------------------- | -------------------- | --------------------------------------------------------------- | ----------------- |
| Sheryll Barnes                          | Roxy Sternberg       | 1.01–3.16, 4.01–6.22 |                                                                 | Mareile Moeller   |
| Hana Gibson                             | Keisha Castle-Hughes | 1.01–6.22            |                                                                 | Julia Vieregge    |
| Special Agent Kristin Gaines            | Alexa Davalos        | 3.01–4.22            |                                                                 | Dina Kürten       |
| Supervisory Special Agent Remy Scott    | Dylan McDermott      | 3.17–6.22            |                                                                 | Peter Flechtner   |
| Special Agent Ray Cannon                | Edwin Hodge          | 4.02–6.22            |                                                                 | Martin Kautz      |
| Special Agent Nina Chase                | Shantel VanSanten    | 5.01–6.22            | 4.16                                                            | Marieke Oeffinger |
| Special Agent Ivan Ortiz                | Miguel Gomez         | 3.01–3.22            | 2.08–2.15                                                       | Florian Clyde     |
| Supervisory Special Agent Jess LaCroix  | Julian McMahon       | 1.01–3.14            |                                                                 | Torsten Michaelis |
| Special Agent Kenny Crosby              | Kellan Lutz          | 1.01–3.01            |                                                                 | Jeremias Koschorz |
| Clinton Skye                            | Nathaniel Arcand     | 1.01–2.03            |                                                                 | Steven Merting    |
| Tali LaCroix                            | YaYa Gosselin        | 2.01–3.10            | 1.01–1.14                                                       | Marlene Schick    |
| Special Agent in Charge Isobel Castille | Alana de la Garza    |                      | 1.01, 1.04, 1.09, 2.03, 3.01, 3.07, 3.15–3.16, 4.11, 4.16, 4.22 | Dana Friedrich    |
| Nelson Skye                             | Lorne Cardinal       |                      | 1.01, 1.04–1.09                                                 | Ronald Nitschke   |
| Byron LaCroix                           | Terry O’Quinn        |                      | 2.01, 2.05, 2.13–2.15, 3.08–3.09 3.14–3.15                      | Lothar Hinze      |

## Episodenliste

### Staffel 1
| Nr. (ges.)                                       | Nr. (St.) | Deutscher Titel    | Originaltitel | Erstausstrahlung USA | Deutschsprachige Erstausstrahlung (D/A/CH) | Regie            | Drehbuch                                                | Zuschauer (USA) |
| ------------------------------------------------ | --------- | ------------------ | ------------- | -------------------- | ------------------------------------------ | ---------------- | ------------------------------------------------------- | --------------- |
| 1                                                | 1         | Hinter der Fassade | Dopesick      | 7. Jan. 2020         | 2. März 2021                               | Fred Berner      | René Balcer                                             | 7,19 Mio.       |
| 2                                                | 2         | Mutterliebe        | Defender      | 14. Jan. 2020        | 9. März 2021                               | Nicole Rubio     | Richard Sweren                                          | 6,51 Mio.       |
| 3                                                | 3         | Verletzte Seele    | Hairtrigger   | 21. Jan. 2020        | 9. März 2021                               | Jim McKay        | Gina Gionfriddo Idee: Gina Gionfriddo & Jerome Hairston | 6,59 Mio.       |
| 4                                                | 4         | Machtspiele        | Caesar        | 28. Jan. 2020        | 16. März 2021                              | Fred Berner      | Kathy McCormick                                         | 6,11 Mio.       |
| 5                                                | 5         | Unsichtbar         | Invisible     | 11. Feb. 2020        | 16. März 2021                              | Elodie Keene     | Dwain Worrell                                           | 6,11 Mio.       |
| 6                                                | 6         | Der Prophet        | Prophet       | 18. Feb. 2020        | 23. März 2021                              | Rose Troche      | Richard Sweren                                          | 6,29 Mio.       |
| 7                                                | 7         | Rasende Wut        | Ghosts        | 10. März 2020        | 23. März 2021                              | Jean de Segonzac | Gina Gionfriddo Idee: Gina Gionfriddo & Jerome Hairston | 5,99 Mio.       |
| 8                                                | 8         | Trauma             | Predators     | 17. März 2020        | 30. März 2021                              | Fred Berner      | Elizabeth Rinehart                                      | 6,44 Mio.       |
| 9                                                | 9         | Kaltblütig         | Reveille      | 24. März 2020        | 23. Feb. 2021                              | Fred Berner      | Ryan Causey                                             | 9,49 Mio.       |
| Crossover mit FBI (Folge „Spurlos verschwunden“) |           |                    |               |                      |                                            |                  |                                                         |                 |
| 10                                               | 10        | Seidenraupe        | Silkworm      | 31. März 2020        | 30. März 2021                              | Ken Girotti      | Dwain Worrell                                           | 8,10 Mio.       |
| 11                                               | 11        | Wahrheit           | Ironbound     | 14. Apr. 2020        | 6. Apr. 2021                               | Alex Chapple     | Elizabeth Rinehart                                      | 8,95 Mio.       |
| 12                                               | 12        | Verfallen          | Ride or Die   | 21. Apr. 2020        | 6. Apr. 2021                               | John David Cole  | Jerome Hairston Idee: Jerome Hairston & Gina Gionfriddo | 7,16 Mio.       |
| 13                                               | 13        | Gedemütigt         | Grudge        | 28. Apr. 2020        | 13. Apr. 2021                              | Leslie Libman    | Kathy McCormick                                         | 6,96 Mio.       |
| 14                                               | 14        | Mörderisches Blut  | Getaway       | 5. Mai 2020          | 13. Apr. 2021                              | Ken Girotti      | Jerome Hairston Idee: Jerome Hairston & Gina Gionfriddo | 6,62 Mio.       |

### Staffel 2
| Nr. (ges.) | Nr. (St.) | Deutscher Titel      | Originaltitel    | Erstausstrahlung USA | Deutschsprachige Erstausstrahlung (D/A/CH) | Regie            | Drehbuch                             | Zuschauer (USA) |
| ---------- | --------- | -------------------- | ---------------- | -------------------- | ------------------------------------------ | ---------------- | ------------------------------------ | --------------- |
| 15         | 1         | Rachefeldzug         | Rampage          | 17. Nov. 2020        | 10. Juni 2021                              | Jim McKay        | Richard Sweren                       | 5,38 Mio.       |
| 16         | 2         | Mord auf Knopfdruck  | Execute          | 24. Nov. 2020        | 22. Juni 2021                              | Jim McKay        | Elizabeth Rinehart                   | 5,69 Mio.       |
| 17         | 3         | Der letzte Tanz      | Deconflict       | 8. Dez. 2020         | 22. Juni 2021                              | Elodie Keene     | Wendy West                           | 4,92 Mio.       |
| 18         | 4         | Geheimbund           | Anonymous        | 19. Jan. 2021        | 29. Juni 2021                              | Deran Sarafian   | Spindrift Beck                       | 5,81 Mio.       |
| 19         | 5         | Der dritte Schütze   | The Line         | 26. Jan. 2021        | 29. Juni 2021                              | Jean de Segonzac | Dwain Worrell                        | 6,23 Mio.       |
| 20         | 6         | Manipuliert          | Dysfunction      | 9. Feb. 2021         | 6. Juli 2021                               | Jim McKay        | Melissa Scrivner Love                | 5,64 Mio.       |
| 21         | 7         | Gewinnerlos          | Winner           | 2. März 2021         | 6. Juli 2021                               | Eric Laneuville  | Wendy West & Spindrift Beck          | 5,73 Mio.       |
| 22         | 8         | Verschwunden         | Vanished         | 9. März 2021         | 13. Juli 2021                              | Rose Troche      | Elizabeth Rinehart                   | 6,14 Mio.       |
| 23         | 9         | Der Eins-Null-Killer | One-Zero         | 16. März 2021        | 13. Juli 2021                              | Tess Malone      | Richard Sweren & Dwain Worrell       | 6,26 Mio.       |
| 24         | 10        | Kopf der Schlange    | Spiderwebs       | 6. Apr. 2021         | 13. Juli 2021                              | Carlos Bernard   | Ticona S. Joy & D. Dona Le           | 6,44 Mio.       |
| 25         | 11        | Racheengel           | Obstruction      | 27. Apr. 2021        | 13. Juli 2021                              | Ken Girotti      | Melissa Scrivner Love                | 5,62 Mio.       |
| 26         | 12        | Systemfehler         | Criminal Justice | 4. Mai 2021          | 27. Juli 2021                              | Milena Govich    | Richard Sweren                       | 5,49 Mio.       |
| 27         | 13        | Gift                 | Toxic            | 11. Mai 2021         | 27. Juli 2021                              | Ken Girotti      | Gina Gionfriddo & Elizabeth Rinehart | 5,79 Mio.       |
| 28         | 14        | Getäuscht            | Hustler          | 18. Mai 2021         | 3. Aug. 2021                               | John Polson      | Wendy West & Spindrift Beck          | 5,48 Mio.       |
| 29         | 15        | Abtrünnig            | Chattaboogie     | 25. Mai 2021         | 3. Aug. 2021                               | Milena Govich    | David Hudgins                        | 5,79 Mio.       |

### Staffel 3
| Nr. (ges.) | Nr. (St.) | Deutscher Titel          | Originaltitel           | Erstausstrahlung USA | Deutschsprachige Erstausstrahlung (D/A/CH) | Regie             | Drehbuch                                                                                | Zuschauer (USA) |
| --- | --------- | ------------------------ | ----------------------- | -------------------- | ------------------------------------------ | ----------------- | --------------------------------------------------------------------------------------- | --------------- |
| 30 | 1         | Der Mann im Hintergrund  | Exposed                 | 21. Sep. 2021        | 21. Sep. 2022                              | Ken Girotti       | David Hudgins & Elizabeth Rinehart Idee: Dick Wolf & David Hudgins & Elizabeth Rinehart | 7,12 Mio.       |
| Crossover-Episode, die in FBI Staffel 4, Folge 1 beginnt, mit FBI: Most Wanted Staffel 3, Episode 1 fortgesetzt wird und mit dem Serienauftakt von FBI: International Staffel 1, Episode 1 abgeschlossen wird. |           |                          |                         |                      |                                            |                   |                                                                                         |                 |
| 31 | 2         | Patrioten                | Patriots                | 28. Sep. 2021        | 21. Sep. 2022                              | Peter Stebbings   | Richard Sweren                                                                          | 5,59 Mio.       |
| 32 | 3         | Grausame Liebe           | Tough Love              | 5. Okt. 2021         | 28. Sep. 2022                              | Marc Roskin       | Stephanie Sengupta                                                                      | 5,65 Mio.       |
| 33 | 4         | Erbkrankheit             | Inherited               | 12. Okt. 2021        | 28. Sep. 2022                              | Romeo Tirone      | Wendy West                                                                              | 5,61 Mio.       |
| 34 | 5         | Späte Vergeltung         | Unhinged                | 2. Nov. 2021         | 5. Okt. 2022                               | Ken Girotti       | Melissa Scrivner Love                                                                   | 4,97 Mio.       |
| 35 | 6         | Familie                  | Lovesick                | 9. Nov. 2021         | 5. Okt. 2022                               | Jean de Segonzac  | Ticona S. Joy                                                                           | 4,88 Mio.       |
| 36 | 7         | Gladiator                | Gladiator               | 16. Nov. 2021        | 12. Okt. 2022                              | Tess Malone       | Spindrift Beck                                                                          | 5,64 Mio.       |
| 37 | 8         | Caliban                  | Sport of Kings          | 7. Dez. 2021         | 12. Okt. 2022                              | Carlos Bernard    | Richard Sweren                                                                          | 5,45 Mio.       |
| 38 | 9         | In der Falle             | Run-Hide-Fight          | 14. Dez. 2021        | 19. Okt. 2022                              | Ken Girotti       | Elizabeth Rinehart                                                                      | 6,86 Mio.       |
| 39 | 10        | Incendiary               | Incendiary              | 4. Jan. 2022         | 19. Okt. 2022                              | Milena Govich     | D. Dona Le                                                                              | 5,43 Mio.       |
| 40 | 11        | Hunter                   | Hunter                  | 11. Jan. 2022        | 26. Okt. 2022                              | John Murray       | Rickey Cook                                                                             | 5,56 Mio.       |
| 41 | 12        | El Píncho                | El Píncho               | 1. Feb. 2022         | 26. Okt. 2022                              | Ludovic Littee    | Wendy West                                                                              | 5,91 Mio.       |
| 42 | 13        | Schlimmer als der Tod    | Overlooked              | 22. Feb. 2022        | 2. Nov. 2022                               | Milena Govich     | Stephanie Sengupta                                                                      | 5,70 Mio.       |
| 43 | 14        | Zerrüttet                | Shattered               | 8. März 2022         | 2. Nov. 2022                               | Lisa Demaine      | Elizabeth Rinehart                                                                      | 5,55 Mio.       |
| 44 | 15        | Besessen                 | Incel                   | 22. März 2022        | 9. Nov. 2022                               | Carlos Bernard    | Zach Cannon                                                                             | 5,79 Mio.       |
| 45 | 16        | Familienbetrieb          | Decriminalized          | 29. März 2022        | 9. Nov. 2022                               | Tim Busfield      | Melissa Scrivner Love                                                                   | 5,84 Mio.       |
| 46 | 17        | Gesegnet                 | Covenant                | 12. Apr. 2022        | 16. Nov. 2022                              | Ken Girotti       | David Hudgins & Spindrift Beck                                                          | 5,43 Mio.       |
| 47 | 18        | Todesdrohne              | Reaper                  | 19. Apr. 2022        | 16. Nov. 2022                              | Alex Zakrzewski   | Elizabeth Rinehart & D. Dona Le                                                         | 5,25 Mio.       |
| 48 | 19        | Schwarze Witwen          | Whack Job               | 26. Apr. 2022        | 23. Nov. 2022                              | Cory Bowles       | Richard Sweren & Ryan Causey                                                            | 5,44 Mio.       |
| 49 | 20        | Podcast-Killer           | Greatest Hits           | 10. Mai 2022         | 23. Nov. 2022                              | Ken Girotti       | Stephanie Sengupta & Zach Cannon                                                        | 5,28 Mio.       |
| 50 | 21        | Verdrängte Vergangenheit | Inheritance             | 17. Mai 2022         | 30. Nov. 2022                              | Jean de Segonzac  | Gina Gionfriddo & Ticona S. Joy                                                         | 5,46 Mio.       |
| 51 | 22        | Mann ohne Heimat         | A Man Without a Country | 24. Mai 2022         | 30. Nov. 2022                              | Heather Cappiello | David Hudgins Idee: David Hudgins & Wendy West                                          | 4,77 Mio.       |

### Staffel 4
| Nr. (ges.) | Nr. (St.) | Deutscher Titel            | Originaltitel                 | Erstausstrahlung USA | Deutschsprachige Erstausstrahlung (D/A/CH) | Regie             | Drehbuch                                               | Zuschauer (USA) |
| --- | --------- | -------------------------- | ----------------------------- | -------------------- | ------------------------------------------ | ----------------- | ------------------------------------------------------ | --------------- |
| 52 | 1         | Fluch der Waffen           | Iron Pipeline                 | 20. Sep. 2022        | 2. Apr. 2024                               | Peter Stebbings   | Richard Sweren                                         | 5,27 Mio.       |
| 53 | 2         | Persönlichkeitsstörung     | Taxman                        | 27. Sep. 2022        | 2. Apr. 2024                               | Ken Girotti       | David Hudgins                                          | 5,40 Mio.       |
| 54 | 3         | Tödliches Vermächtnis      | Succession                    | 4. Okt. 2022         | 3. Apr. 2024                               | Tess Malone       | Wendy West                                             | 5,28 Mio.       |
| 55 | 4         | Schatzsuche                | Gold Diggers                  | 11. Okt. 2022        | 3. Apr. 2024                               | Don McCutcheon    | Stephanie Sengupta                                     | 5,41 Mio.       |
| 56 | 5         | Anker oder Hammer?         | Chains                        | 18. Okt. 2022        | 4. Apr. 2024                               | Ken Girotti       | Elizabeth Rinehart                                     | 5,29 Mio.       |
| 57 | 6         | Patentstreit               | Patent Pending                | 15. Nov. 2022        | 4. Apr. 2024                               | Sudz Sutherland   | Ryan Causey                                            | 4,74 Mio.       |
| 58 | 7         | Karma                      | Karma                         | 22. Nov. 2022        | 5. Apr. 2024                               | Cory Bowles       | D. Dona Le                                             | 5,11 Mio.       |
| 59 | 8         | Richter und Henker         | Appeal                        | 13. Dez. 2022        | 5. Apr. 2024                               | Heather Cappiello | Spindrift Beck                                         | 5,00 Mio.       |
| 60 | 9         | Sündenbock                 | Processed                     | 3. Jan. 2023         | 9. Apr. 2024                               | Ken Girotti       | Melissa Scrivner-Love                                  | 4,40 Mio.       |
| 61 | 10        | Verschwörungstheorie       | False Flag                    | 10. Jan. 2023        | 9. Apr. 2024                               | Cory Bowles       | Zach Cannon                                            | 5,01 Mio.       |
| 62 | 11        | Kampf um Krypto            | Crypto Wars                   | 24. Jan. 2023        | 10. Apr. 2024                              | Milena Govich     | Christopher Salmanpour                                 | 5,20 Mio.       |
| 63 | 12        | Das Böse lauert überall    | Black Mirror                  | 14. Feb. 2023        | 10. Apr. 2024                              | Jean de Segonzac  | Richard Sweren                                         | 4,80 Mio.       |
| 64 | 13        | Transaktion                | Transaction                   | 21. Feb. 2023        | 11. Apr. 2024                              | Jon Cassar        | Khalid A. Moalim                                       | 4,72 Mio.       |
| 65 | 14        | Tod am Appalachian Trail   | Wanted: America               | 28. Feb. 2023        | 11. Apr. 2024                              | Ludovic Littee    | Wendy West                                             | 4,72 Mio.       |
| 66 | 15        | Doppelfehler               | Double Fault                  | 14. März 2023        | 12. Apr. 2024                              | Ken Girotti       | D. Dona Le                                             | 5,14 Mio.       |
| 67 | 16        | Unmittelbare Bedrohung     | Imminent Threat – Part Three  | 4. Apr. 2023         | 12. Apr. 2024                              | Ken Girotti       | Elizabeth Rinehart Idee: Rick Eid & Elizabeth Rinehart | 6,08 Mio.       |
| Crossover-Episode, die in FBI: International Staffel 2, Episode 16 beginnt, mit FBI Staffel 5, Episode 17 fortgesetzt wird und mit FBI: Most Wanted Staffel 4, Episode 16 abgeschlossen wird. |           |                            |                               |                      |                                            |                   |                                                        |                 |
| 68 | 17        | Kontrolle                  | The Miseducation of Metcalf 2 | 11. Apr. 2023        | 16. Apr. 2024                              | Sharon Lewis      | Stephanie SenGupta                                     | 5,03 Mio.       |
| 69 | 18        | Tribunal                   | Rangeland                     | 18. Apr. 2023        | 16. Apr. 2024                              | Loren Yaconelli   | Richard Sweren & Ryan Causey                           | 5,06 Mio.       |
| 70 | 19        | Künstliche Befruchtung     | Bad Seed                      | 25. Apr. 2023        | 17. Apr. 2024                              | Ludovic Littee    | Spindrift Beck & Chris Salmanpour                      | 5,10 Mio.       |
| 71 | 20        | Revolte                    | These Walls                   | 9. Mai 2023          | 17. Apr. 2024                              | Peter Stebbings   | David Hudgins & Richard Sweren                         | 5,04 Mio.       |
| 72 | 21        | Der amerikanische Alptraum | Clean House                   | 16. Mai 2023         | 18. Apr. 2024                              | Milena Govich     | Wendy West & Rickey Cook                               | 5,05 Mio.       |
| 73 | 22        | Die ganze Wahrheit         | Heaven Falling                | 23. Mai 2023         | 18. Apr. 2024                              | Ken Girotti       | David Hudgins                                          | 4,83 Mio.       |

### Staffel 5
| Nr. (ges.) | Nr. (St.) | Deutscher Titel          | Originaltitel        | Erstausstrahlung USA | Deutschsprachige Erstausstrahlung (CH) | Regie            | Drehbuch                           | Zuschauer (USA) |
| ---------- | --------- | ------------------------ | -------------------- | -------------------- | -------------------------------------- | ---------------- | ---------------------------------- | --------------- |
| 74         | 1         | Staatsfeinde             | Above & Beyond       | 13. Feb. 2024        | 1. Feb. 2025                           | Ken Girotti      | David Hudgins & Elizabeth Rinehart | 5,36 Mio.       |
| 75         | 2         | Leid und Sühne           | Footsteps            | 20. Feb. 2024        | 8. Feb. 2025                           | Milena Govich    | Richard Sweren                     | 4,93 Mio.       |
| 76         | 3         | Künstliche Intelligenz   | Ghost in the Machine | 27. Feb. 2024        | 15. Feb. 2025                          | Peter Stebbings  | Ryan Causey                        | 4,67 Mio.       |
| 77         | 4         | Auf der Spur des Killers | Hollow               | 12. März 2024        | 22. Feb. 2025                          | Jean de Segonzac | Wendy West                         | 4,95 Mio.       |
| 78         | 5         | Ohne Ausweg              | Desperate            | 19. März 2024        | 1. März 2025                           | Ken Girotti      | Elizabeth Rinehart                 | 4,74 Mio.       |
| 79         | 6         | Tödliches Spiel          | Fouled Out           | 26. März 2024        | 8. März 2025                           | Corey Bowles     | D. Dona Le                         | 4,49 Mio.       |
| 80         | 7         | Gefangenenübergabe       | Rendition            | 2. Apr. 2024         | 15. März 2025                          | Sharon Lewis     | David Hudgins & Chris Salmanpour   | 4,98 Mio.       |
| 81         | 8         | Lieferkette              | Supply Chain         | 9. Apr. 2024         | 22. März 2025                          | Lisa Robinson    | Richard Sweren                     | 4,66 Mio.       |
| 82         | 9         | Mörderischer Kunstraub   | The Return           | 16. Apr. 2024        | 29. März 2025                          | Ken Girotti      | Khalid A. Moalim                   | 5,03 Mio.       |
| 83         | 10        | Bonne Terre              | Bonne Terre          | 23. Apr. 2024        | 5. Apr. 2025                           | Peter Stebbings  | David Hudgins & Wendy West         | 5,11 Mio.       |
| 84         | 11        | Funkstille               | Radio Silence        | 7. Mai 2024          | 12. Apr. 2025                          | Cory Bowles      | Elizabeth Rinehart & D. Dona Le    | 4,53 Mio.       |
| 85         | 12        | Millionenspiel           | Derby Day            | 14. Mai 2024         | 19. Apr. 2025                          | Jean de Segonzac | Chris Salmanpour & Ryan Causey     | 4,55 Mio.       |
| 86         | 13        | Schmutzige Bombe         | Powderfinger         | 21. Mai 2024         | 26. Apr. 2025                          | Ken Girotti      | David Hudgins & Wendy West         | 4,12 Mio.       |

### Staffel 6
| Nr. (ges.) | Nr. (St.) | Deutscher Titel         | Originaltitel        | Erstausstrahlung USA | Deutschsprachige Erstausstrahlung (CH) | Regie           | Drehbuch                          | Zuschauer (USA) |
| ---------- | --------- | ----------------------- | -------------------- | -------------------- | -------------------------------------- | --------------- | --------------------------------- | --------------- |
| 87         | 1         | Stimmen im Kopf         | Aquarium Drinker     | 15. Okt. 2024        | 7. Juni 2025                           | Ken Girotti     | David Hudgins                     | 4,21 Mio.       |
| 88         | 2         | Cybermobbing            | Varsity Blues        | 22. Okt. 2024        | 14. Juni 2025                          | Don McCutcheon  | Richard Sweren                    | 4,21 Mio.       |
| 89         | 3         | Der weiße Büffel        | White Buffalo        | 29. Okt. 2024        | 21. Juni 2025                          | Peter Stebbings | Wendy West                        | 3,91 Mio.       |
| 90         | 4         | Auf eigene Faust        | Pig Butchering       | 12. Nov. 2024        | 28. Juni 2025                          | Lisa Robison    | Elizabeth Rinehart                | 4,15 Mio.       |
| 91         | 5         | Ein letzter Coup        | Money Moves          | 19. Nov. 2024        | 5. Juli 2025                           | Ken Girotti     | Ryan Causey                       | 4,80 Mio.       |
| 92         | 6         | Auftragsmorde           | Pageantry            | 3. Dez. 2024         | 12. Juli 2025                          | Carlos Bernard  | D. Dona Le                        | 4,38 Mio.       |
| 93         | 7         | Zwei Jahre in der Hölle | Highway to Hell      | 10. Dez. 2024        | 19. Juli 2025                          | David Barrett   | Rickey Cook                       | 4,27 Mio.       |
| 94         | 8         | Das Strom-Kommando      | The Electric Company | 17. Dez. 2024        | 26. Juli 2025                          | Cory Bowles     | Richard Sweren                    | 4,87 Mio.       |
| 95         | 9         | Feuerteufel             | Moving On            | 28. Jan. 2025        | 2. Aug. 2025                           | Jon Cassar      | D. Dona Le                        | 4,20 Mio.       |
| 96         | 10        | Ars Moriendi            | Ars Moriendi         | 4. Feb. 2025         | 9. Aug. 2025                           | Ken Girotti     | David Hudgins                     | 3,96 Mio.       |
| 97         | 11        | Pflegekinder            | Do You Realize??     | 11. Feb. 2025        | 16. Aug. 2025                          | Milena Govich   | Wendy West & Bryce Cracknell      | 4,02 Mio.       |
| 98         | 12        | 68 Sekunden             | 68 Seconds           | 18. Feb. 2025        | –                                      | Sharon Lewis    | Elizabeth Rinehart                | 4,39 Mio.       |
| 99         | 13        | Bruderschaft oder Tod   | Greek Tragedy        | 25. Feb. 2025        | –                                      | Ludo Littee     | Ryan Causey                       | 4,17 Mio.       |
| 100        | 14        | 100 Prozent             | 100%                 | 11. März 2025        | –                                      | Ken Girotti     | Wendy West & Jon-Alexander Genson | 4,36 Mio.       |
| 101        | 15        | –                       | Four Bodies          | 18. März 2025        | –                                      | Milena Govich   | Richard Sweren                    | 4,30 Mio.       |
| 102        | 16        | –                       | Toxic Behavior       | 1. Apr. 2025         | –                                      | Craig Langus    | Elizabeth Rinehart                | 4,28 Mio.       |
| 103        | 17        | –                       | Gut Job              | 8. Apr. 2025         | –                                      | Ludo Littee     | Rickey Cook                       | 4,41 Mio.       |
| 104        | 18        | –                       | Trust                | 15. Apr. 2025        | –                                      | Loren Yaconelli | Ryan Causey                       | 4,41 Mio.       |
| 105        | 19        | –                       | Starman              | 22. Apr. 2025        | –                                      | Ken Girotti     | Wendy West                        | 4,07 Mio.       |
| 106        | 20        | –                       | Trash Day            | 6. Mai 2025          | –                                      | Cory Bowles     | D. Dona Le                        | 4,14 Mio.       |
| 107        | 21        | –                       | Souls on ICE         | 13. Mai 2025         | –                                      | Cory Bowles     | Rickey Cook & Bryce Cracknell     | 4,12 Mio.       |
| 108        | 22        | –                       | The Circle Game      | 20. Mai 2025         | –                                      | Ken Girotti     | David Hudgins & Richard Sweren    | 4,24 Mio.       |

## Produktion
Am 29. Januar 2019 wurde bekannt gegeben, dass CBS einen Backdoor-Piloten mit angehängter Serienverpflichtung für eine potenzielle Spin-off-Serie mit dem Titel „FBI: Most Wanted“ in Auftrag gegeben hatte, wobei die Episode im zweiten Teil der ersten Staffel ausgestrahlt werden soll. Die Serie konzentriert sich auf jene Abteilung des FBI, die mit der Verfolgung und Festnahme der berüchtigtsten Kriminellen auf der FBI-Liste der meistgesuchten Personen beauftragt ist. Laut Dick Wolf soll das Spin-off eine Reihe miteinander verbundener Shows starten, die den Wolfs Chicago- und Law-&-Order-Franchises auf NBC ähneln.  Am 9. Mai 2019 gab CBS bekannt, dass FBI: Most Wanted zur Serie bestellt wurde. Wenige Tage später wurde bekannt, dass die Serie im Winter-Frühling 2020 als Zwischensaison-Ersatz Premiere feiern würde.
Die Serie wurde am 7. Januar 2020 erstmals ausgestrahlt. Am 13. März 2020 wurde bekannt gegeben, dass Universal Television die Produktion aufgrund der COVID-19-Pandemie ausgesetzt hatte. Am 6. Mai 2020 verlängerte CBS die Serie um eine zweite Staffel, deren Premiere am 17. November 2020 war. Am 28. August 2020 wurde bekannt gegeben, dass Showrunner René Balcer die Serie verlassen und David Hudgins für Staffel 2 übernehmen würde.
Am 24. März 2021 bestellte CBS die Serie für die Fernsehsaison 2021/22. Es wurde auch angekündigt, dass die Serie in einer Crossover-Episode von FBI und FBI: Most Wanted debütieren würde, wobei Rick Eid als ausführender Produzent hinzugefügt wurde. Die Serie sollte am 21. September 2021 uraufgeführt werden.